# Trophée Camil-Gélinas
Le Trophée Camil-Gélinas récompense chaque saison le meilleur entraîneur du Championnat de France de hockey sur glace. Il porte le nom de Camil Gélinas.
Il a été décerné pour la première fois à l'issue de la saison 2001-2002.

## Palmarès
| Saison    | Entraîneur           | Pays | Club            |
| --------- | -------------------- | ---- | --------------- |
| 2001-2002 | Pekka Laksola        |      | Reims           |
| 2002-2003 | Dennis Murphy        |      | Villard-de-Lans |
| 2003-2004 | Antoine Richer       |      | Amiens          |
| 2004-2005 | Bob Millette         |      | Tours           |
| 2005-2006 | Daniel Maric         |      | Dijon           |
| 2006-2007 | Stéphane Gros        |      | Morzine-Avoriaz |
| 2007-2008 | Ari Salo             |      | Mont-Blanc      |
| 2008-2009 | Luciano Basile       |      | Briançon        |
| 2009-2010 | Luciano Basile (2)   |      | Briançon        |
| 2010-2011 | Patrick Turcotte     |      | Gap             |
| 2011-2012 | Stéphane Gros        |      | Chamonix        |
| 2012-2013 | Luciano Basile (3)   |      | Briançon        |
| 2013-2014 | Jarmo Tolvanen (fi)  |      | Dijon           |
| 2014-2015 | Luciano Basile (4)   |      | Gap             |
| 2015-2016 | Stéphane Barin       |      | Épinal          |
| 2016-2017 | Edo Terglav          |      | Grenoble        |
| 2017-2018 | Mario Richer         |      | Amiens          |
| 2018-2019 | Fabrice Lhenry       |      | Rouen           |
| 2019-2020 | Yorick Treille       |      | Mulhouse        |
| 2020-2021 | Fabrice Lhenry (2)   |      | Rouen           |
| 2021-2022 | Jonathan Paredes     |      | Cergy-Pontoise  |
| 2022-2023 | Éric Blais           |      | Gap             |
| 2023-2024 | Luc Tardif Junior    |      | Marseille       |
| 2024-2025 | Jonathan Paredes (2) |      | Angers          |